# پیوتروس
پیوتروس (به لاتین: Piotruś) یک کوه در لهستان است که در لهستان واقع شده‌است. پیوتروس ۷۲۷ متر بالاتر از سطح دریا واقع شده‌است.